# حكأة منمشة
حُكْأة مُنَمَّشَة أو مَبُويَة مُنَقَّطَة (الاسم العلمي Noronha skink)، حيوان بيوض من العظاء وفصيلة السقنقوريات قابعات الأسنان مكتسيات الألسنة، رباعيات القوائم، خماسيات الأصابع. ذكورها أصغر قدًا من إناثها، جسمها متوسط القد يطول من 27 إلى 30 سم. رأسها مخروطي الشوزن. عيناها لوزيتان صغيرتان تلحفهما أجفان شفافة متحركة. أذناها خافتتا الغشاء الصيواني. لسانها جزل الطرف، مثملل الصفحة. عنقها قصيرة وثخينة. ظهرها متتابع الثعاليل الدقيقة. بطنها مالس المدب. ذنبها مستطيل، مستدق الطرف. ثوبها إلى الخضار الاغبس الاصقع المواج تعلوه خمسة خطوط قاطبة منمشة بالأسود والأصفر. بياتها الشتوي يستمر نحو أربعة أشهر. الأنثى تبيض من 6 إلى 12 بيضة تطمرها في التربة على عمق 4 أو 5 سم. تألف الأماكن البعيدة عن العمران. تسرح في النهار (جريدة لبنانية). جحرها نفق مستطيل تخلده بين جذور النبات أو تحت الحجارة، قوتها الحشرات والديدان والعقارب والعناكب والذباب. تعتبر من الزحافات المفيدة.